# 古力
古 力（こ りき、古力、グ・リ、1983年2月3日 - ）は、中国の囲碁棋士。重慶市出身、中国囲棋協会所属、九段。日本でも元音でぐりと呼ばれることが多い。天元戦・名人戦で6連覇、LG杯世界棋王戦2度など世界選手権優勝8回を数える。
ニックネームは「大象」、「古大力」。孔傑、胡耀宇らとともに「6小虎組」に数えられる。

## 経歴
碁好きの父より6歳で碁を学び、重慶棋院に通うようになり、1994年世界青少年囲碁選手権大会少年組に優勝。12歳で国家少年囲棋隊に入り、1995年入段。1997年に聶衛平に入門。1998年CCTV杯でベスト8。1999年阿含・桐山杯でベスト4、聖雪絨杯囲棋王戦で準優勝。2001年に新人王戦優勝。2002年七段。2003年天元、以後6連覇。2005年名人、以後6連覇。2006年にLG杯世界棋王戦に優勝して九段昇段、また中国棋士世界戦優勝の最年少記録となり、重慶市で記念切手が発行された。2008年第1回ワールドマインドスポーツゲームズでは選手宣誓を務め、男子個人戦でベスト8に進むが姜東潤に敗れる。2009年には、トヨタ&デンソー杯、LG杯、BCカード杯の3つの世界選手権に優勝。2010年アジア競技大会では男子団体戦に出場し銀メダル獲得。第1回世界囲碁名人戦で優勝。
2014年1月から9月にかけて李世乭と十番碁を行い、2-6に終わった。2016年農心杯では3人抜き。
甲級リーグでは1999年以来重慶に所属し、1999年から2003年の5連覇に貢献、2004年には15連勝を記録。2017年からはコーチも兼務する。中国棋士ランキングでは2003年から2008年まで1位。
趣味はサッカーで、ロナウジーニョのファン。2008年の四川大地震では被災者に10万元を寄付。北京オリンピックの聖火リレーでは重慶地区のランナー1番手を務めた。2005年、重慶市十大傑出青年に選出。2008年中国体育運動栄誉賞。
2016年5月18日、通算1000勝達成（500敗3無）勝率66.67%、33才3ヶ月、20年11ヶ月での達成。

## タイトル歴

### 国際棋戦
- LG杯世界棋王戦 2006、09年
- 春蘭杯世界囲碁選手権戦 2007、15年
- 世界囲碁選手権富士通杯 2008年
- トヨタ&デンソー杯囲碁世界王座戦 2009年
- BCカード杯世界囲碁選手権 2009年
- 三星火災杯世界囲碁マスターズ 2010年
- 中国・常徳杯世界囲棋名人争覇戦 2010年（×李昌鎬、○井山裕太、○李昌鎬）
- 桂林杯世界優勝戦 2012年（○依田紀基、○李世乭）
- 中韓新人王対抗戦 2001、05年
- 中韓天元対抗戦 2003-05、07年
- 阿含・桐山杯日中決戦 2004、06、09、13年
- 竜泉桃花祭中韓囲棋招待戦 2004年 2-0 元晟溱
- 日中竜星戦 2014年

### 国内棋戦
- 新人王戦 2001、05年
- 重慶建設空調杯王中王 2001年
- リコー杯囲棋戦 2001年
- 中華人民共和国全国体育大会男子個人戦 2002、2010年
- 阿含・桐山杯中国囲棋快棋公開戦 2003、05、08、12年
- 天元戦 2003-08年
- 西南王戦 2003年
- CCTV杯中国囲棋電視快棋戦 2004年
- NEC杯囲棋賽 2004、06、08、09年
- 名人戦 2005年(17期)-09年(22期)
- 竜居山庄杯中国囲棋最強戦 2006年
- 竜星戦 2008年、14年
- 倡棋杯中国プロ囲棋選手権戦 2008、11年
- 衢州・爛柯杯中国囲棋冠軍戦 2008年
- 香港李万山杯嶺峰対決 2008年
- 生活家杯中国囲棋争覇戦 2009年
- 全国智力運動会 男子個人戦 2010年
- 九好杯囲棋国手招待戦 2010年
- 金立智能手机杯中国囲棋世界冠軍争覇戦 2011年
- 昌江棋子湾中国囲棋冠軍招待戦 2017年

### その他の棋歴
国際棋戦
- BCカード杯世界囲碁選手権 準優勝 2011年
- 三星火災杯世界オープン戦 準優勝 2011、12年、ベスト4 2004、08年
- Mlily夢百合杯世界囲碁オープン戦 準優勝 2013年
- 春蘭杯世界囲碁選手権戦 ベスト8 2005年
- 世界囲碁選手権富士通杯 ベスト8 2005年
- LG杯世界棋王戦 ベスト8 2016年
- ワールドマインドスポーツゲームズ 男子個人戦ベスト8 2008年

- アジア競技大会 男子団体戦2位 2010年
- 日本棋院創立80周年記念インターネット世界囲碁オープン戦 準優勝 2005年
- 鳳凰古城世界囲棋嶺鋒対決 2009年 ×李世乭
- 重慶博賽杯金仏山国際囲棋超覇戦 2011年 2位
- 瓷都論道嶺峰対決 2013年 ×李世乭
- 扁康杯中韓囲棋国手友誼戦 2019年 2-0（○李昌鎬、○趙漢乗）
- 中日韓聶衛平杯囲碁マスターズ 2020年 2-0（○河野臨、○尹畯相）、2021年 1-1（○河野臨、×趙漢乗）
- 国際新鋭囲碁対抗戦 2000年2-1、2001年1-0、2002年0-1
- 農心辛ラーメン杯世界囲碁最強戦
  - 2003年 0-1（×朴永訓）
  - 2004年 1-1（○元晟溱、×加藤正夫）
  - 2007年 0-1（×李昌鎬）
  - 2008年（出番なし）
  - 2009年 0-1（×李世乭）
  - 2010年 0-1（×李昌鎬）
  - 2012年 0-1（×金志錫）
  - 2016年 3-1（◯崔哲瀚、◯河野臨、◯朴廷桓、×村川大介）
- CSK杯囲碁アジア対抗戦
  - 2005年 1-2（×依田紀基、○張栩、×李世乭）
  - 2006年 2-1（×張栩、○山下敬吾、○李世乭）
- 招商地産杯中韓囲棋団体対抗戦
  - 2011年 0-2（×許映皓、×崔哲瀚）
  - 2014年 1-1（×卞相壹、○李世乭）
- スポーツアコードワールドマインドゲームズ 団体戦優勝 2011年
- 金竜城杯世界囲碁団体選手権  2013年3位、2015年5位
- Milly夢百合世紀之戦古李十番碁 2014年 2-6 李世乭

国内棋戦
- 経雪絨杯囲碁王戦 準優勝 1998年
- ルノー杯覇王戦 準優勝 2002年
- 西南王戦 準優勝 2004、09、13年
- 衢州・爛柯杯中国囲棋冠軍戦 準優勝 2006年
- 倡棋杯中国プロ囲棋選手権戦 準優勝 2007年
- 天元戦 挑戦者 2010年
  - 天元戦30周年特別対局 2016年 ◯劉小光
- 全国智力運動会 男子団体戦 2位（重慶チーム）2009、2011、2015年
- 紹興上虞国際囲棋精英戦国内組 2019年準優勝
- 奉賢新城杯囲棋大師戦 2021年準優勝
- 中国囲棋甲級リーグ戦
  - 1999年（重慶建設摩托、優勝）5-4
  - 2000年（重慶建設摩托、優勝）14-8
  - 2001年（重慶建設摩托、優勝）18-4
  - 2002年（重慶建設摩托、優勝）16-6
  - 2003年（重慶建設摩托、優勝）19-2
  - 2004年（重慶建設摩托、3位）20-2
  - 2005年（重慶建設摩托、4位）11-11
  - 2006年（重慶冷酸、優勝）15-3
  - 2007年（重慶冷酸、8位）9-12
  - 2008年（重慶冷酸魂、優勝）15-4
  - 2009年（重慶冷酸魂）11-9
  - 2010年（重慶冷酸魂）9-12
  - 2011年（重慶冷酸魂）13-8
  - 2012年（重慶冷酸魂）16-5
  - 2013年（重慶銀行）12-7
  - 2014年（重慶銀行）14-6
  - 2015年（重慶銀行）11-10
  - 2016年（重慶地産）11-7
  - 2017年（重慶地産）13-11
  - 2018年（重慶愛普地産）11-15
  - 2019年（重慶）2-5
  - 2020年（重慶）-
  - 2021年（重慶）-
- 弘通杯国家囲棋隊勝抜戦　2012年 1-1（○時越、×檀嘯)、2013年 0-1（×李欽誠）
- 京華杯北大清華対抗戦 2016年 1-1 李喆

### 顕彰等
- 1995年 全国十佳小先隊員
- 2005年 重慶十大傑出青年
- 2006年 振興重慶争光貢献賞
- 2007年 中国青年五四奨章、重慶直轄十年建設功臣
- 2008年 中国体育運動栄誉奨章、CCTV中国体壜風雲人物最佳非奥運動員賞
- 2009年 重慶形象代言人

## 代表局

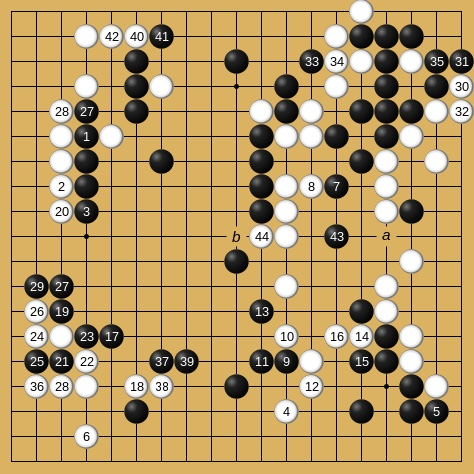
第2局（71-116手目）

李世乭を破って世界戦優勝（第13回LG杯世界棋王戦決勝第2局 2009年2月25日 古力-李世乭(先番)）
2009年第13回LG杯世界棋王戦決勝三番勝負で、ライバルの李世乭を2-0で破って、LG杯では2度目、世界戦5度目の優勝を果たした。
第1局を古力先勝の後の第2局、李世乭が黒番。右上隅の当時の流行定石から上辺の黒模様が大きくなり、序盤は黒が成功した。黒1(71手目)が手厚い手だが、白4で下辺、白6で左下に先行することになった。黒19で28へのハネ出しの狙いがあるので白20と守り、黒21から左辺を捨て石にして、黒39まで中央を地にして微細な局面となった。黒43で中央から下辺の白の分断を狙うが、白44と反発し、黒aから右辺白から切断するが、白bから中央を破りながら大石を生き、さらに上辺の黒地も破れ、172手までで白中押勝となった。局後の検討では、43の手で上辺を守っていれば半目勝負だったという。
| 棋戦     | 2001 | 2002 | 2003 | 2004 | 2005 | 2006 | 2007 | 2008 | 2009 | 2010 | 2011   | 2012   | 2013   | 2014 | 2015 | 2016 |
| -------- | ---- | ---- | ---- | ---- | ---- | ---- | ---- | ---- | ---- | ---- | ------ | ------ | ------ | ---- | ---- | ---- |
| 応昌期杯 | -    | -    | -    | 24強 | -    | -    | -    | 16強 | -    | -    | -      | 8強    | -      | -    | -    | 30強 |
| 富士通杯 | ×    | ×    | 16強 | 24強 | 8強  | 16強 | 16強 | 優勝 | 16強 | 8強  | 32強   | 終了   | 終了   | 終了 | 終了 | 終了 |
| 三星杯   | 16強 | ×    | ×    | 4強  | 16強 | 16強 | 4強  | 32強 | 4強  | 優勝 | 準優勝 | 準優勝 | 16強   | ×    | 32強 | 32強 |
| LG杯     | ×    | ×    | ×    | 16強 | 優勝 | 8強  | 16強 | 優勝 | 8強  | 16強 | 32強   | 16強   | 32強   | ×    | 16強 | 8強  |
| 春蘭杯   | -    | ×    | -    | 8強  | -    | 優勝 | -    | 8強  | -    | 8強  | -      | 16強   | -      | 優勝 | -    | 16強 |
| BC杯     | -    | -    | -    | -    | -    | -    | -    | -    | 優勝 | 16強 | 準優勝 | 16強   | 終了   | 終了 | 終了 | 終了 |
| トヨタ杯 | -    | ×    | -    | 16強 | -    | 16強 | -    | 優勝 | 終了 | 終了 | 終了   | 終了   | 終了   | 終了 | 終了 | 終了 |
| 百霊杯   | -    | -    | -    | -    | -    | -    | -    | -    | -    | -    | -      | 64強   | -      | 64強 | -    | 16強 |
| 夢百合杯 | -    | -    | -    | -    | -    | -    | -    | -    | -    | -    | -      | -      | 準優勝 | -    | 64強 | -    |
| アジア杯 | ×    | ×    | ×    | 1R   | 1R   | ×    | ×    | ×    | ×    | ×    | ×      | ×      | ×      | ×    | ×    | ×    |
| 農心杯   | ×    | 0:1  | 1:1  | ×    | ×    | 0:1  | ×    | 0:1  | 0:1  | ×    | 0:1    | ×      | ×      | ×    | 3:1  | ×    |

## 注
1. ↑  http://sports.ifeng.com/a/20160518/48795770_0.shtml
2. ↑  【中国話題】古力、プロ通算1000勝達成　nitro15
3. ↑  『2009年版・囲碁年鑑』日本棋院 2009年